# Пант, Валдо
Валдо Пант (эст. Valdo Pant, 21 января 1928, Valgjärve Rural Municipality — 30 июля 1976, Таллин) — эстонский теле- и радиожурналист, сценарист.

## Биография
Третий сын констебля Вольдемара Панди (1896—1945) и его жены Иды Панди (девичья фамилия Рубер; 1897—1982).
Учился в школах в Муствеэ, Садала, Муствейской гимназии, с 1943 по 1944 в Тартуском учительском семинаре при педагогическом факультете Тартуского университета.
В 1944 году оккупационными властями был мобилизован в немецкие войска, служил в учебном полку 20-й эстонской дивизии СС. В том же году был заключен в тюрьму советскими властями, проведя 1944—1945 годы в лагере для военнопленных Маарду. В 1945 году служил в Красной Армии.
После войны, в 1945—1948 годах преподавал географию в 1-й средней школе Кохтла-Ярве.
В 1948—1966 году работал на Эстонском радио, с 1966 года — репортёр и комментатор Эстонского телевидения.
Похоронен на Лесном кладбище в Таллине.
Вошёл в составленный в 1999 году по результатам письменного и онлайн-голосования список 100 великих деятелей Эстонии XX века.

## Фильмография
- 1961 — Отть в космосе
- 1962 — С вечера до утра
- 1965 — Кошки-мышки
- 1967 — За горами, за морями
- 1974 — Опасные игры

## Память
Учреждена и вручается премия имени Валдо Панта